# Thraulodes daidalus
Thraulodes daidalus is een haft uit de familie Leptophlebiidae. De wetenschappelijke naam van de soort is voor het eerst geldig gepubliceerd in 1959 door Thew.
De soort komt voor in het Neotropisch gebied.